# Estación de Puente de Vallecas

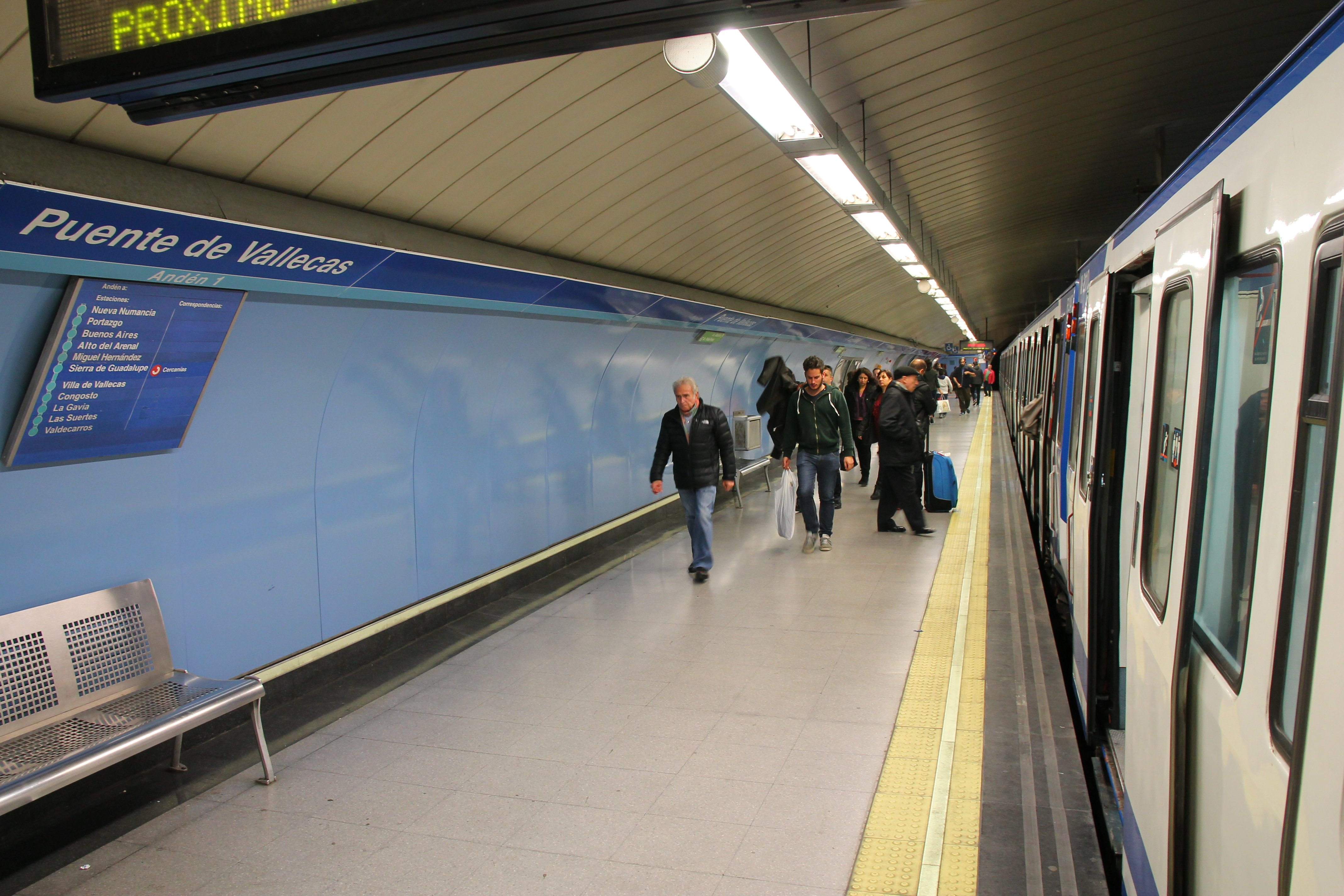
Andén de la estación

Puente de Vallecas es una estación de la línea 1 del Metro de Madrid situada en la confluencia de la avenida de la Ciudad de Barcelona, la avenida de la Albufera y la autopista M-30, entre los distritos de Retiro y Puente de Vallecas, del que toma su nombre.

## Historia
La estación se abrió al público el 8 de mayo de 1923 dentro de la ampliación de la línea 1 desde la estación de Atocha hasta esta estación, siendo terminal de la línea hasta el 2 de julio de 1962. La estación fue reformada para ampliar los andenes en los años 60 y en los años 2000 para cambiar las bóvedas y paredes, mejorar la instalación eléctrica e impermeabilizar los techos.
Del 3 de julio al 20 de octubre de 2016, la estación permaneció cerrada por las obras de mejora de las instalaciones de la línea 1 entre las estaciones de Plaza de Castilla y Sierra de Guadalupe.
El 1 de abril de 2017 se eliminó el horario especial de todos los vestíbulos que cerraban a las 21:40 y la inexistencia de personal en dichos vestíbulos. 
Entre el 24 de junio y el 26 de septiembre de 2023, el tramo Sol-Nueva Numancia permaneció cortado por obras. En su lugar se estableció un servicio sustitutivo de autobús entre Atocha y Valdecarros.

## Accesos
Vestíbulo Albufera
- Albufera, pares Avda. Albufera, 14
- Albufera, impares Avda. Albufera, 9

Vestíbulo Peña Prieta
- Peña Prieta Avda. Peña Prieta, 2

## Líneas y conexiones

### Metro
| << cabecera        | < estación | línea | estación >     | cabecera >> |
| ------------------ | ---------- | ----- | -------------- | ----------- |
| Pinar de Chamartín | Pacífico   |       | Nueva Numancia | Valdecarros |

### Autobuses
| Diurnos                                      |                     |                                                    |
| Autobuses con cabecera en Puente de Vallecas |                     |                                                    |
| Línea                                        | Destino             | Parada                                             |
| 37                                           | Cuatro Caminos      | 1000 PUENTE DE VALLECAS                            |
| 56                                           | Diego de León       | 1000 PUENTE DE VALLECAS                            |
| 58                                           | Santa Eugenia       | 1000 PUENTE DE VALLECAS                            |
| 111                                          | Entrevías           | 1000 PUENTE DE VALLECAS                            |
| 148                                          | Callao              | 3662 PUENTE DE VALLECAS (C/ Cerro Negro)           |
| Autobuses pasantes en Puente de Vallecas     |                     |                                                    |
| Línea                                        | Destino             | Parada                                             |
| 8                                            | Legazpi             | 1979 PUENTE DE VALLECAS-PEÑA PRIETA                |
| 113                                          | Méndez Álvaro       | 1979 PUENTE DE VALLECAS-PEÑA PRIETA                |
| 141                                          | Estación de Atocha  | 1979 PUENTE DE VALLECAS-PEÑA PRIETA                |
| 24                                           | Estación de Atocha  | 2057 PUENTE DE VALLECAS (Av. Cdad. Barcelona, 109) |
| 54                                           | Estación de Atocha  | 2057 PUENTE DE VALLECAS (Av. Cdad. Barcelona, 109) |
| 57                                           | Estación de Atocha  | 2057 PUENTE DE VALLECAS (Av. Cdad. Barcelona, 109) |
| 10                                           | Palomeras           | 2058 PUENTE DE VALLECAS (Av. Cdad. Barcelona, 222) |
| 24                                           | Estación de El Pozo | 2058 PUENTE DE VALLECAS (Av. Cdad. Barcelona, 222) |
| 54                                           | Congosto            | 2058 PUENTE DE VALLECAS (Av. Cdad. Barcelona, 222) |
| 57                                           | Alto del Arenal     | 2058 PUENTE DE VALLECAS (Av. Cdad. Barcelona, 222) |
| 136                                          | Madrid Sur          | 2058 PUENTE DE VALLECAS (Av. Cdad. Barcelona, 222) |
| 310                                          | Estación El Pozo    | 2058 PUENTE DE VALLECAS (Av. Cdad. Barcelona, 222) |
| 8                                            | Valdebernardo       | 4325 PUENTE DE VALLECAS-PEÑA PRIETA                |
| 113                                          | Ciudad Lineal       | 4325 PUENTE DE VALLECAS-PEÑA PRIETA                |
| 141                                          | Buenos Aires        | 4325 PUENTE DE VALLECAS-PEÑA PRIETA                |
| 10                                           | Cibeles             | 4864 PUENTE DE VALLECAS (Av. Cdad. Barcelona, 111) |
| 136                                          | Pacífico            | 4864 PUENTE DE VALLECAS (Av. Cdad. Barcelona, 111) |
| 310                                          | Pacífico            | 4864 PUENTE DE VALLECAS (Av. Cdad. Barcelona, 111) |
| Nocturnos                                    |                     |                                                    |
| Autobuses pasantes en Puente de Vallecas     |                     |                                                    |
| Línea                                        | Destino             | Parada                                             |
| N10                                          | Palomeras           | 2058 PUENTE DE VALLECAS (Av. Cdad. Barcelona, 222) |
| N25                                          | Villa de Vallecas   | 2058 PUENTE DE VALLECAS (Av. Cdad. Barcelona, 222) |
| N10                                          | Cibeles             | 4864 PUENTE DE VALLECAS (Av. Cdad. Barcelona, 111) |
| N25                                          | Alonso Martínez     | 4864 PUENTE DE VALLECAS (Av. Cdad. Barcelona, 111) |